# Rio Borlova
O Rio Borlova é um rio da Romênia afluente do Rio Sebeş, localizado no distrito de Caraş-Severin.